# Danemark au Concours Eurovision de la chanson 1964
Le Danemark a participé au Concours Eurovision de la chanson 1964 le 21 mars à Copenhague. C'est la 8e participation du Danemark au Concours Eurovision de la chanson.
Le pays est représenté par le chanteur Bjørn Tidmand et la chanson Sangen om dig, sélectionnés par Danmarks Radio au moyen du Dansk Melodi Grand Prix.

## Sélection

### Dansk Melodi Grand Prix 1964
Le radiodiffuseur danois Danmarks Radio (DR) organise la 8e édition du Dansk Melodi Grand Prix pour sélectionner l'artiste et la chanson représentant le Danemark au Concours Eurovision de la chanson 1964.
Le Dansk Melodi Grand Prix 1964, présentée par Bent Fabricius-Bjerre, a lieu le 15 février 1964 au Tivolis Koncertsal à Copenhague.

#### Finale
Neuf chansons participent au Dansk Melodi Grand Prix 1964. Les chansons sont toutes interprétées en danois, langue officielle du Danemark.
Parmi les participants de la finale nationale, certains ont déjà représenté le Danemark à une édition de l'Eurovision : Gustav Winckler en 1957 ; Raquel Rastenni en 1958 ; Dario Campeotto en 1961.
Seuls les résultats des trois chansons arrivées en tête du classement furent annoncés.
| Ordre | Artiste(s)                          | Chanson               | Traduction                  | Points  | Place |
| ----- | ----------------------------------- | --------------------- | --------------------------- | ------- | ----- |
| 1     | Else & Preben Oxbøl                 | Mit privat Grand Prix | Mon Grand-Prix privé        | –       | –     |
| 2     | Bjørn Tidmand                       | Sangen om dig         | La chanson sur toi          | 102 171 | 1     |
| 3     | Vivian & Berit                      | Det er en forskel     | Il y a une différence       | 80 027  | 2     |
| 4     | Raquel Rastenni                     | Vi taler sammen sprog | Nous parlons la même langue | –       | –     |
| 5     | Otto Brandenburg                    | Stress                | –                           | –       | –     |
| 6     | Grethe Mogensen (da)                | Nattens melodi        | La chanson de la nuit       | –       | –     |
| 7     | Gustav Winckler & Grethe Sønck (en) | Ugler i mosen         | Hiboux dans la tourbière    | –       | –     |
| 8     | Dario Campeotto                     | Shangri-la            | –                           | 15 721  | 3     |
| 9     | Grethe Thordahl (en) & Fredrik      | Polka i Grand Prix    | Polka au Grand-Prix         | –       | –     |

Lors de cette sélection, c'est la chanson Sangen om dig interprétée par Bjørn Tidmand qui fut choisie. À l'Eurovision, l'interprète est accompagné du chef d'orchestre Kai Mortensen.

## À l'Eurovision
Chaque jury national attribue un, trois ou cinq points à ses trois chansons préférées.

### Points attribués par le Danemark
| 5 points | Norvège  |
| 3 points | Finlande |
| 1 point  | Pays-Bas |

### Points attribués au Danemark
| 5 points | 3 points  | 1 point   |
| -------- | --------- | --------- |
|          | - Espagne | - Norvège |

Bjørn Tidmand interprète Sangen om dig en 4e position lors de l'Eurovision, suivant la Norvège et précédant la Finlande.
Au terme du vote final, le Danemark termine 9e sur 16 pays, ayant reçu 4 points au total, dont 3 du jury espagnol et 1 du jury norvégien,.